# Кахо
Кахо (嘉保) је јапанска ера (ненко) која је настала после Канџи и пре Еичо ере. Временски је трајала од децембра 1094. до децембра 1096. године и припадала је Хејан периоду. Владајући монарх био је цар Хорикава.

## Важнији догађаји Кахо ере
- 1095. (Кахо 2, четврти месец): Цар Хорикава посећује храмове Ивашимизу и Камо.[3]
- 1095. (Кахо 2, осми месец): Цар се разбољева и под константном је грозницом па у циљу оздрављења тражи да се будистички монаси помоле за његово здравље. Када се цар опоравио великодушно је наградио монахе.[3]
- 1095. (Кахо 2, једанаести месец): Будистички свештеници са планине Хиеи сишли су из храма како би протестовали због спора Минамото Јошицунеа и осталих владиних званичника које је довели до војне акције и крвопролића. Монаси су са собом носили мали преносиви храм све до централне хале Енрјакуџија.[4]
- 26. новембар 1096. (Кахо 3, девети дан једанаестог месеца): Бивши цар Ширакава у 44 години постаје будистички монах.[5]